# Villaseca de Arciel
Villaseca de Arciel – gmina w Hiszpanii, w prowincji Soria, w Kastylii i León, o powierzchni 21,57 km². W 2011 roku gmina liczyła 38 mieszkańców.